# Jacques d'Albret
Jacques d'Albret, mort le 22 février 1540 à Saint-Amand, est un prélat français du XVIe siècle.

## Biographie
Jacques est fils naturel de Jean d'Albret (sire d'Orval), comte de Dreux et de Rethel, et par conséquent frère de Marie d'Albret, duchesse de Nevers.
Jacques possède en commende les abbayes de Noirlac et de Saint-Basle de Verzy le 28 février 1505 et est 1504 institué doyen de Châlons-sur-Marne. Après lui avoir donné des lettres de légitimation, le roi François Ier, en vertu du concordat du 19 décembre 1515, le nomme à l'évêché de Nevers en 1519.
Il assiste au concile provincial de Sens tenu à Paris en 1528, et fait achever cette même année la tour de la cathédrale commencée sous l'épiscopat de Jean Bohier. En 1531, il appelle à Nevers les religieux de Saint-Victor pour introduire la réforme dans l'abbaye de Saint-Martin, et fait, en 1534, imprimer un missel, un bréviaire et un processionnal à l'usage du diocèse.